# سیتونی رابوکا
سیتونی رابوکا (انگلیسی: Sitiveni Rabuka؛ زادهٔ ۱۳ سپتامبر ۱۹۴۸) سیاست‌مدار اهل فیجی است. او طراح اصلی دو کودتای نظامی در سال ۱۹۸۷ بود. او بعداً به شیوه‌ای قانونی و دموکراتیک به نخست‌وزیری فیجی رسید و از ۱۹۹۲ تا ۱۹۹۹ در آن منصب خدمت کرد.
رابوکا همچنین مفتخر به دریافت نشان امپراتوری بریتانیا شده‌است.